# Oberndorf bei Salzburg
Oberndorf bei Salzburg település Ausztriában, Salzburg tartományban a Salzburg-Umgebungban található. Területe 4,54 km², lakosainak száma 5 537 fő, népsűrűsége pedig 1219,6 fő/km² (2016. január 1-jén). A település 401 méteres tengerszint feletti magasságban helyezkedik el.
A település részei: Haidenöster (20 fő) és Oberndorf bei Salzburg (5421 fő, 2015. január 1-jén)

## Fekvése
A német határon, Laufennel szemben a Salzach bal partján fekvő település.

## Története

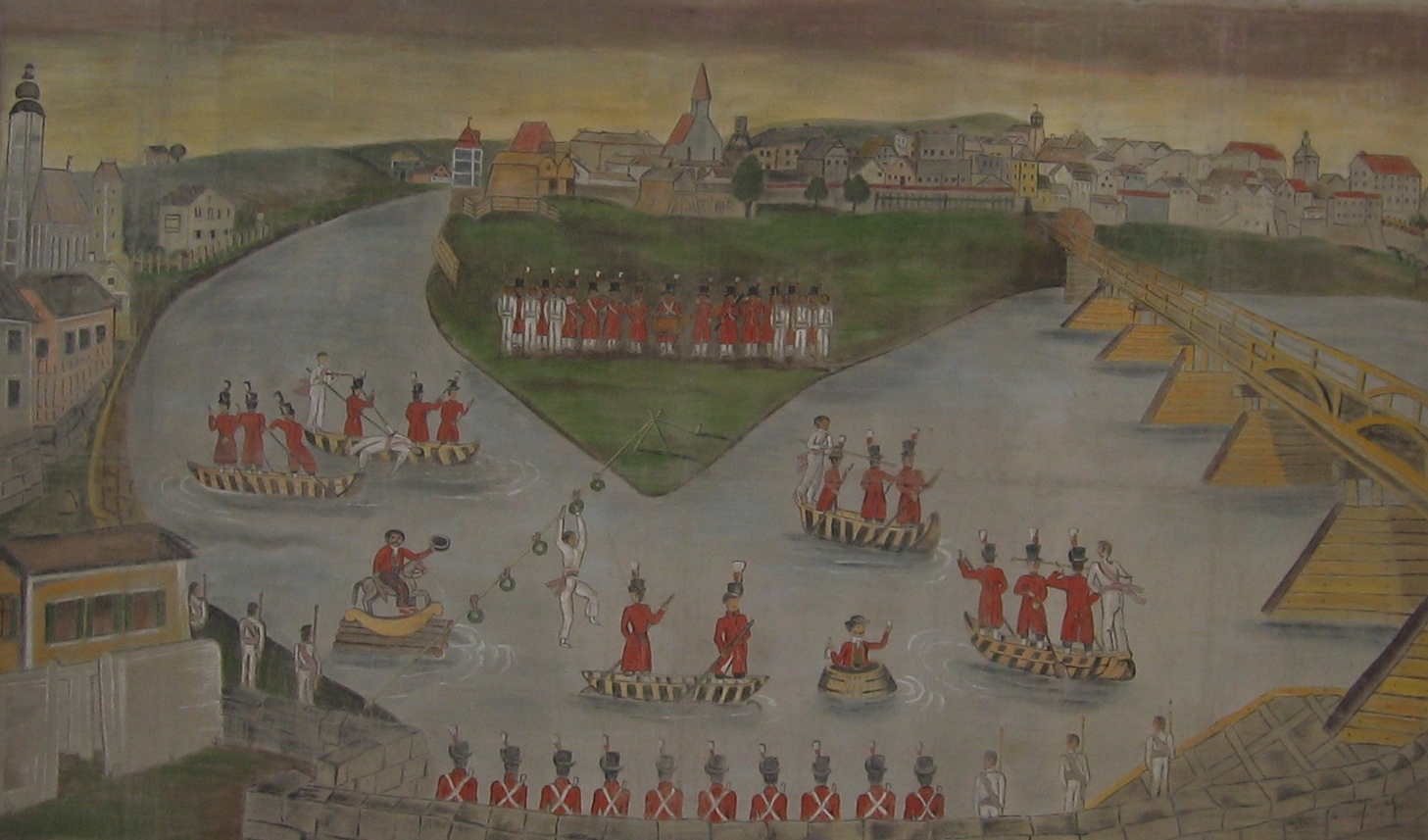
A régi fahíd a Salzachon

Oberndorf eredetileg Bajorországhoz és a Salzburggau hercegséghez tartozott, Laufen külvárosa volt a Salzach bal partján. A salzburgi érsekek a 10. században szerezhették meg a későbbi Rupertiwinkelek területét. 1275-ben Salzburg nyugati határát Chiemgauba a Landshut Duke Heinrich megerősítette. 1328-ban Salzburg saját állami rendjének kialakításával nagyjából független állammá vált. 1816-ban a müncheni egyezmény Laufent Rupertiwinkel együtt elválasztotta Salzburgtól és Bajorországtól. Oberndorf  határváros lett a Bajor Királyság és Ausztria között, míg a folyó maradt
Salzach megyénél a Bajor Királyságban.
A 19. században a vasút megépítésével a Salzachon való hajóval történő sószállítás, amely eddig fontos szerepet játszott a sókereskedelemben, egyre inkább csökkent. 1871-ben került sor az utolsó sószállításra.
A hely már a 19. század végén is létezett, néhány házzal a Salzach kanyarulatában, ahol ma a régi út találkozik a Schöffleutgasseval, valamint néhány házzal tovább lefelé haladva a mai tóparti úton. Legalább 1278 óta állt egy fa híd is a Salzach fölött, ott ahol az Europasteg van ma. Összeköti Stadtberget és az alsó városkaput Laufen-ben a kálvária lábánál. Az alacsonyabban fekvő Oberndorf az elkövetkezendő évszázadokban sokat szenvedett az árvízektől, az újabb és újabb áradások során a híd megsérült, vagy teljesen megsemmisült, így a következő években 1314, 1508, 1567, 1598, 1786 és 1787-ben is, majd 1896 augusztusában egy rendkívül magas árvíz ismét elvitte a hidat, majd az 1897. évi árvíz, amely egy méterrel meghaladta az utolsó árvíz szintjét ismét leszakította az ideiglenesen megjavított fahidat is. Végül egyetértettek abban, hogy még egy magasabb hidat építenek, majd amikor az 1899. szeptember 13-i és 14-i áradás meghaladta az összes korábban már bejegyzett mértéket, két-három méterrel is túllépve az előző hidat megközelítő utakat és szinte minden épület károsodott vagy megsemmisült Oberndorfban, beleértve a késő barokk Szent Miklós-templomot is. Ezután új híd építése mellett döntöttek. Az új híd építése alatt, annak következtében az egykori Oberndorfot nagyrészt elhagyták és lebontották, és új helyen építették fel, beleértve az új templomot is.

## Nevezetességek
- Stille-Nacht-Kápolna - A híres karácsonyi ének, Franz Xaver Gruber osztrák zeneszerző műve 1818. december 24-én itt, Salzburg bei Oberndorf templomában hangzott fel először.

## Galéria

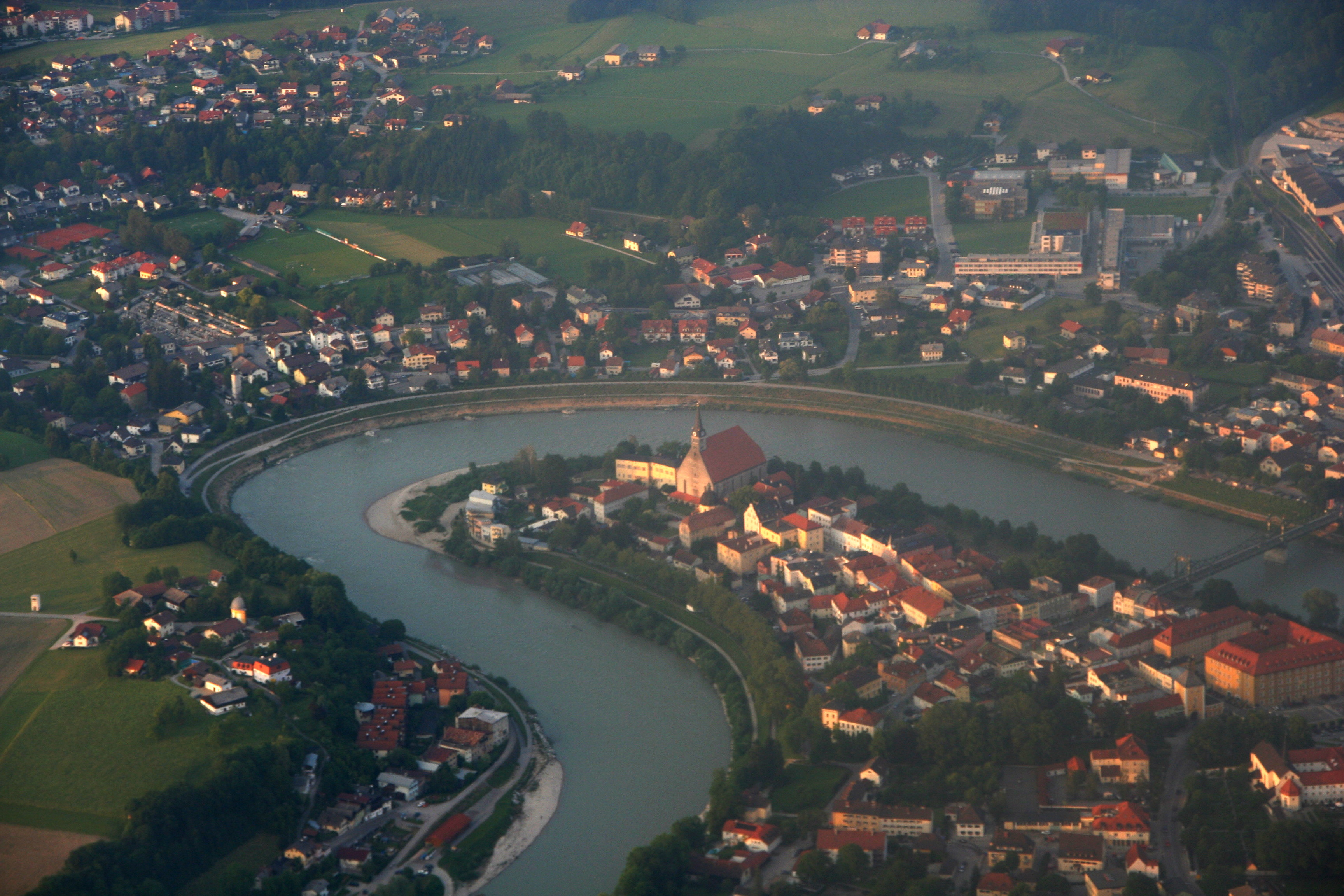
Laufen városának látképe a Salzach kanyarulatában, szemben Obendorf bei Salzburg
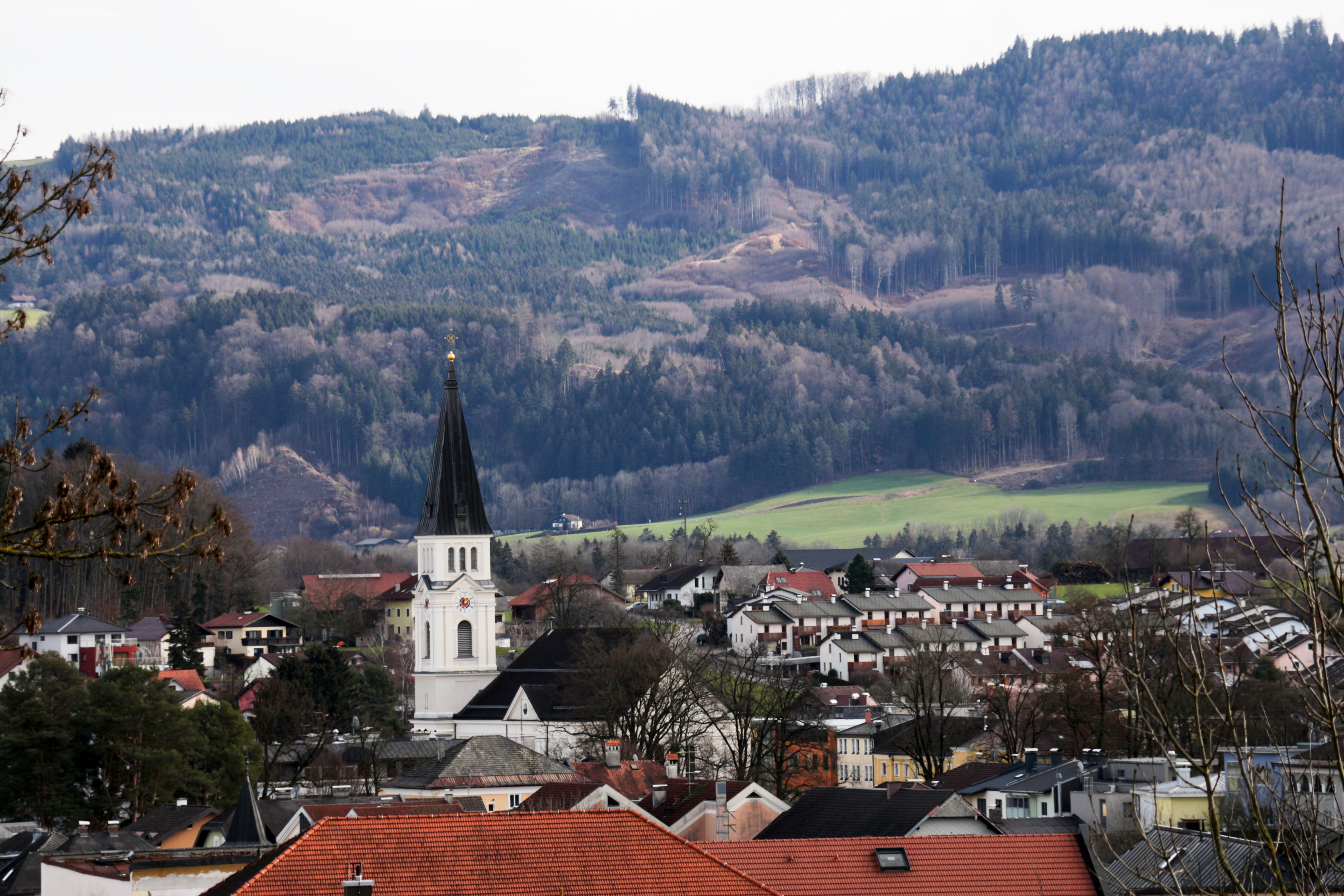
Oberndorf - Ansicht
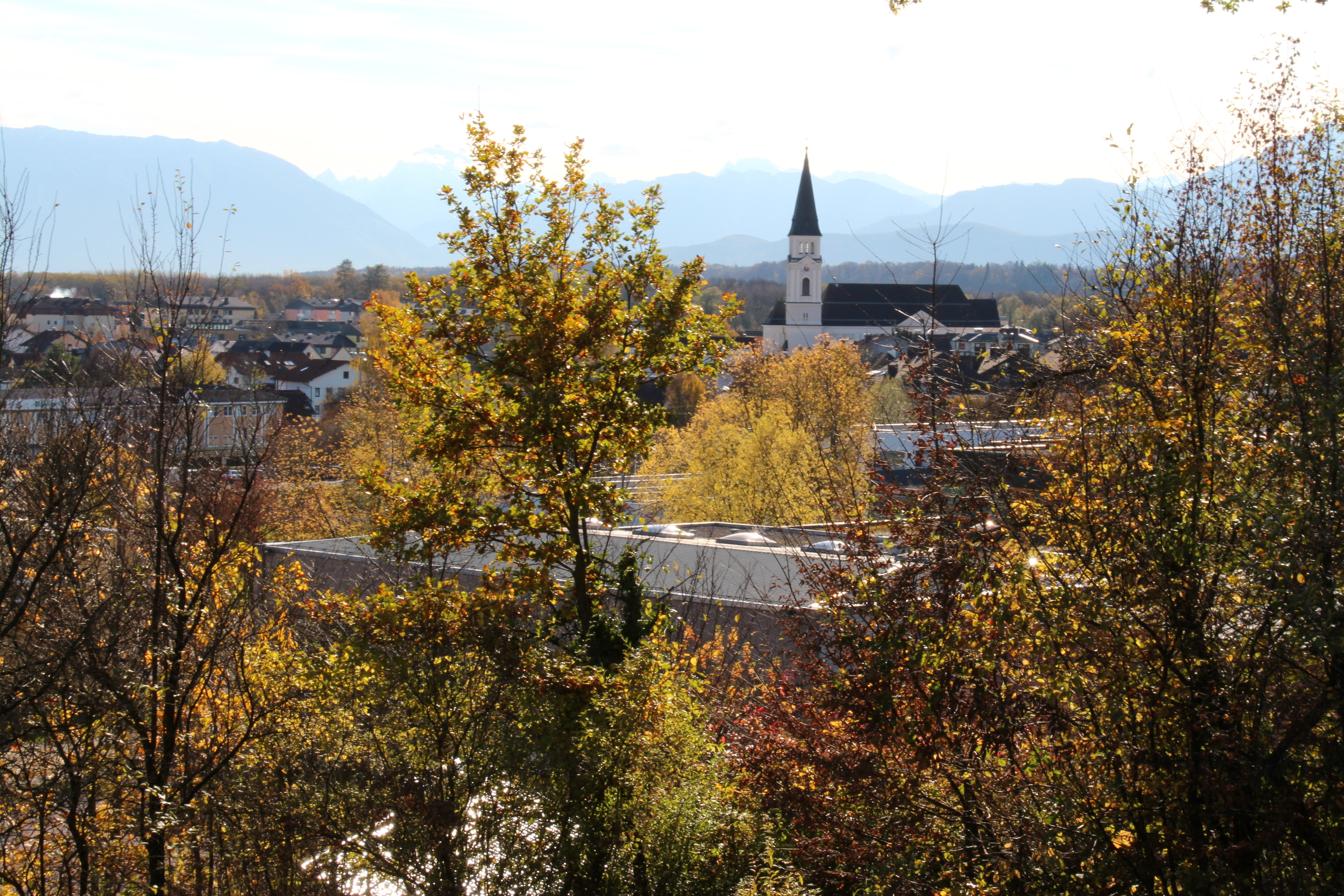
Oberndorf - Ansicht
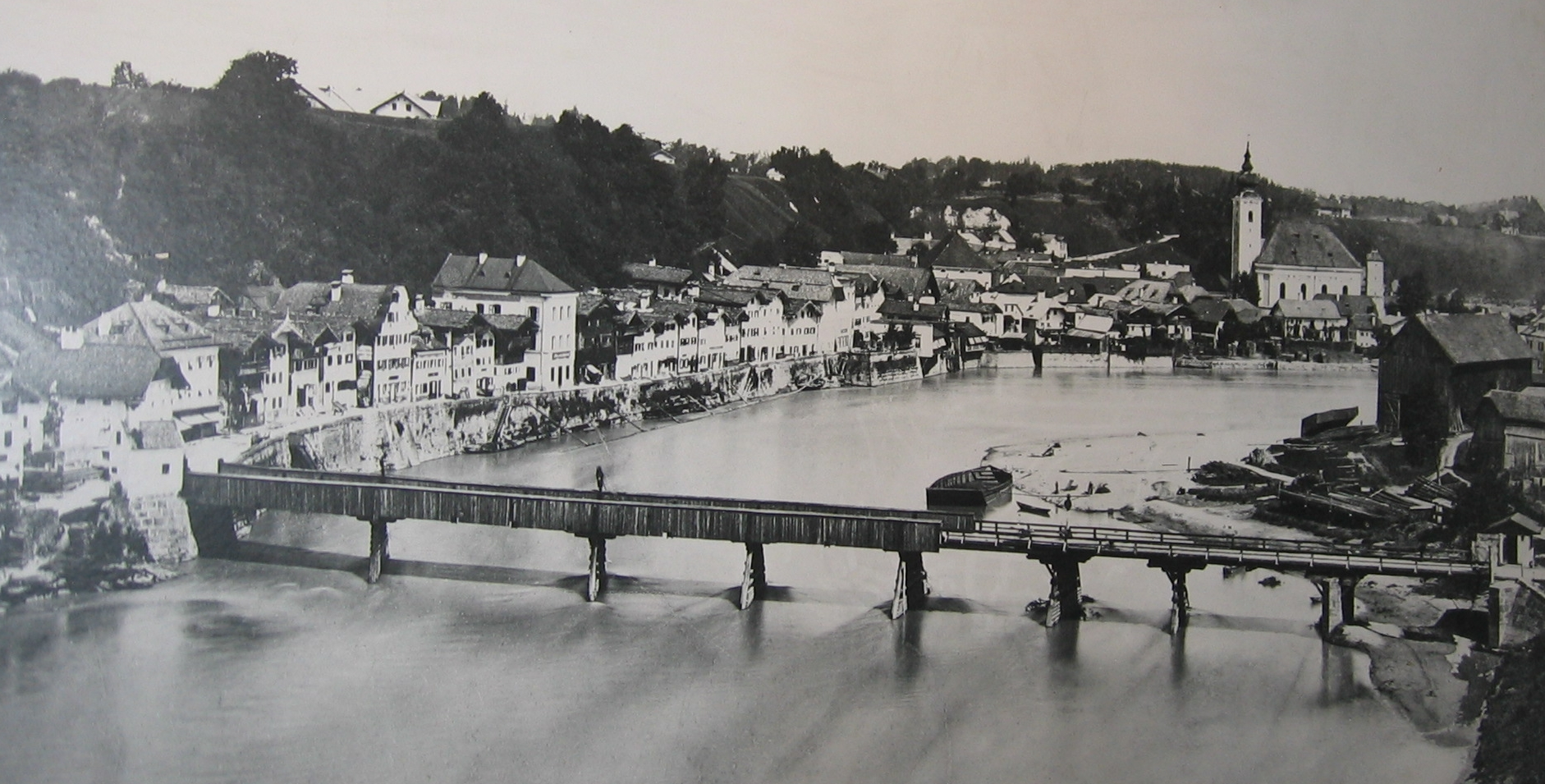
A régi fahíd a folyó felett
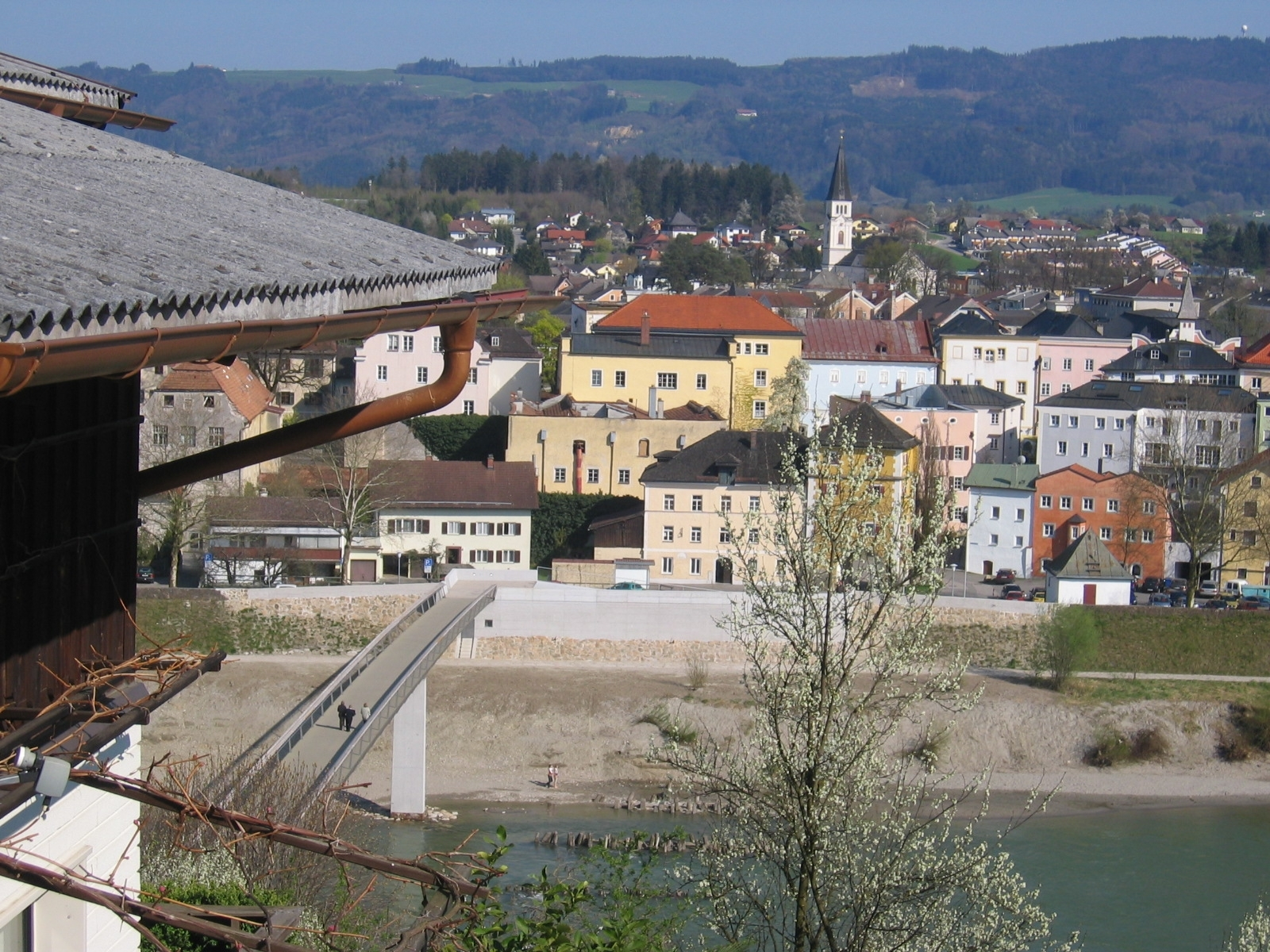
Az új híd, mellette a régi híd maradványaival
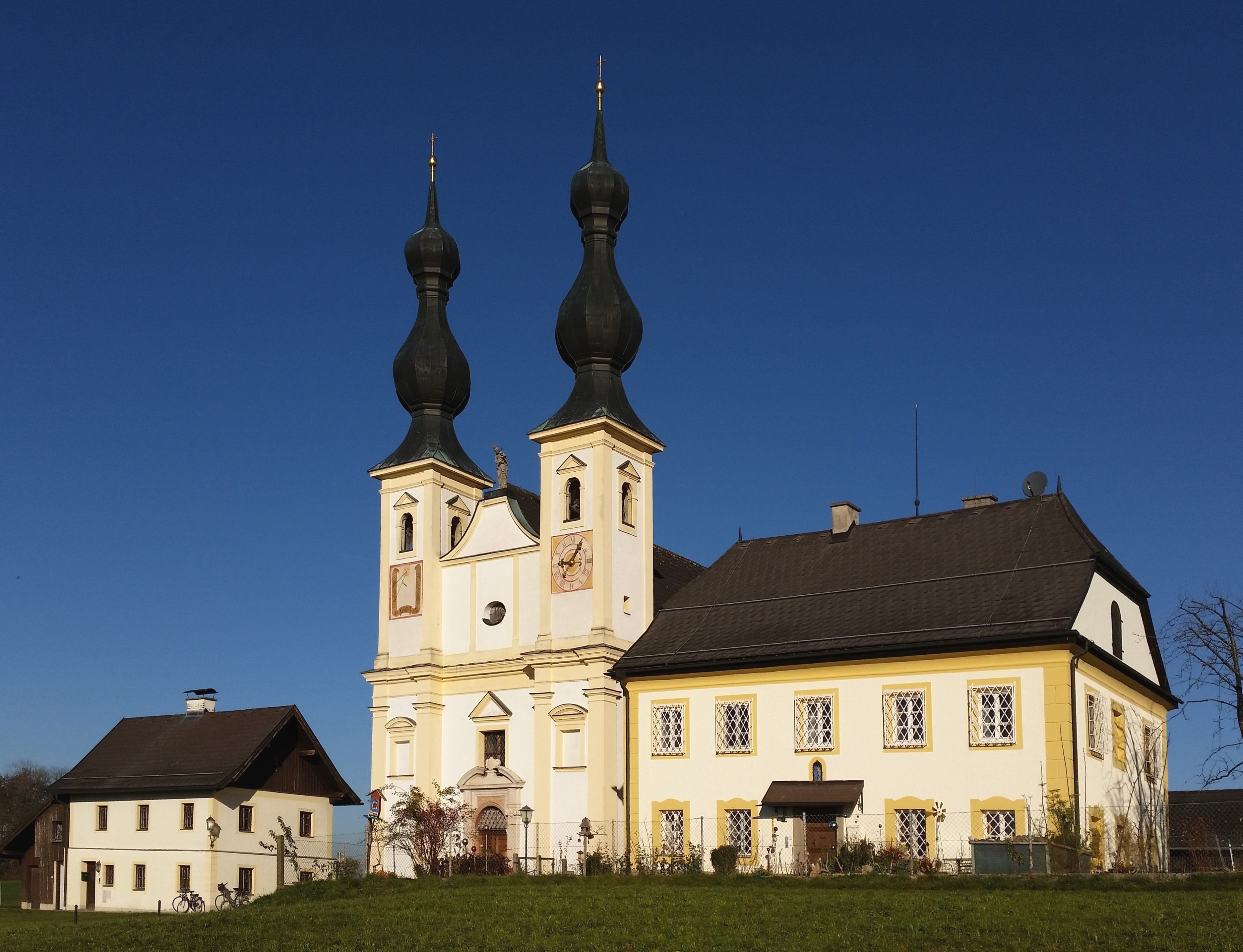
Maria Bühel
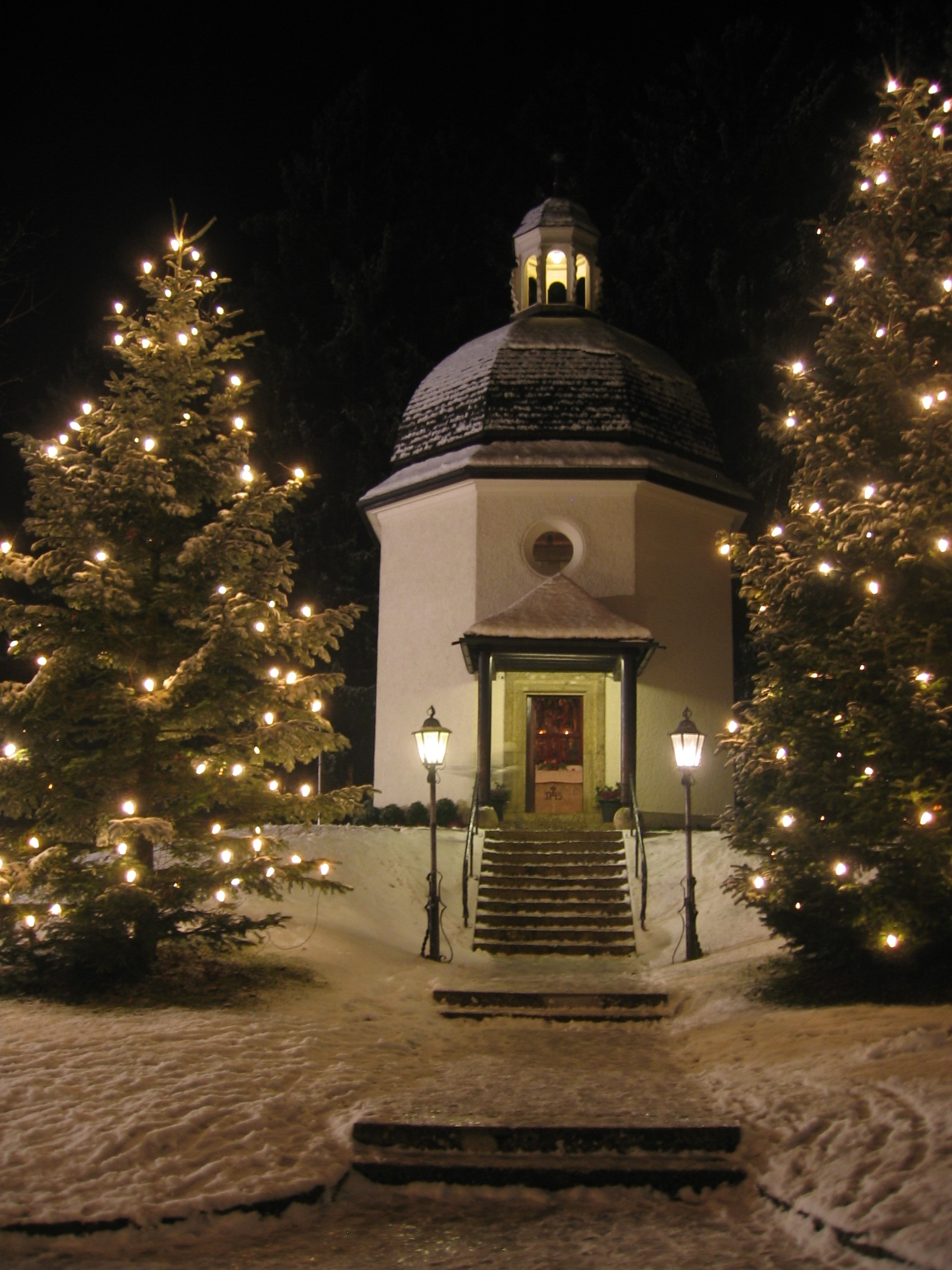
Stille-Nacht-Kápolna

## Fordítás
Ez a szócikk részben vagy egészben  az   Oberndorf bei Salzburg című német Wikipédia-szócikk ezen változatának fordításán alapul.  Az eredeti cikk szerkesztőit annak laptörténete sorolja fel. Ez a jelzés csupán a megfogalmazás eredetét és a szerzői jogokat jelzi, nem szolgál a cikkben szereplő információk forrásmegjelöléseként.